# エマニュエル・リモルディ

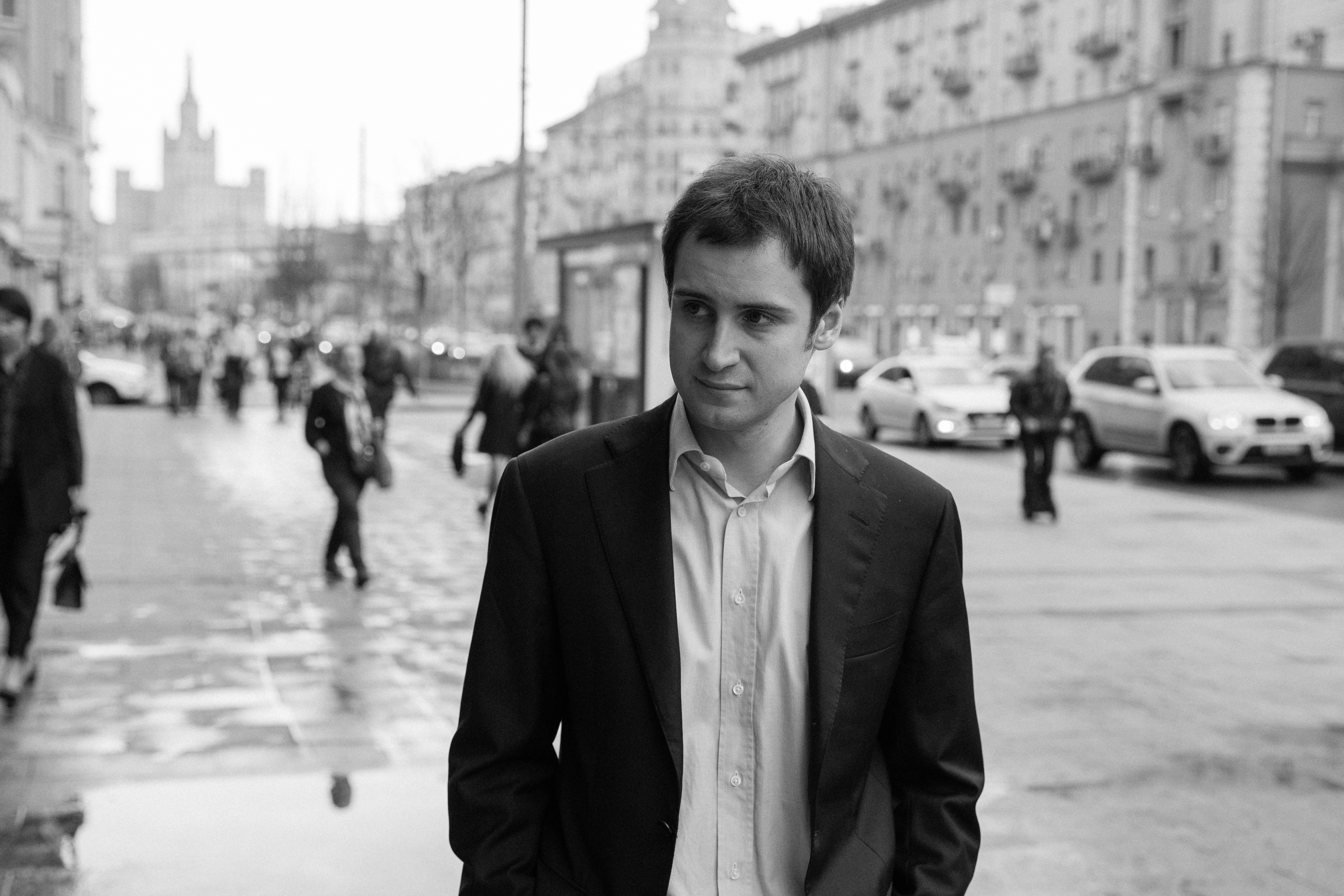
エマニュエル・リモルディ（2018年5月）

エマニュエル・リモルディ (Emanuel Rimoldi )は、イタリアのピアニスト。2023年4月より名古屋音楽大学客員准教授就任。 2025年4月より桐朋学園大学音楽部門特任教授就任。

## 概要
ルーマニア人の母とイタリア人の父の間にミラノに生まれる。
父方の家族には映画俳優のアドリアーノ・リモルディ、映画監督のマッテオ・ガローネ、母方の家族には第３３代ルーマニア首相のGheorghe Mironescuがいる。
ミラノ・ヴェルディ音楽院にてピアノ科と作曲科を卒業後、チャイコフスキー記念国立モスクワ音楽院でエリソ・ヴィルサラーゼの下5年間研鑽を積む。その後、トップ・オブ・ザ・ワールド国際コンクール（ノルウェー）で優勝、マンハッタン国際音楽コンクール（アメリカ）でグランプリ受賞及び、審査委員長を務めたイーヴォ・ポゴレリチよりポゴレリチ賞の授与をきっかけに国際舞台に姿を現す。
トップ・オブ・ザ・ワールド国際ピアノコンクール優勝後、ノルウェーにて演奏会やマスタークラス、ミラノ大学哲学学部では音楽と哲学の関係性についての講座を受け持つ。
これまでに、カーネギーホール（ニューヨーク）、ウィグモアホール（ロンドン）、ルクセンブルク・フィルハーモニー管弦楽団、ガスタイクホール（ミュンヘン）、サル・コルトー（パリ）、ゲヴァントハウス（ライプツィヒ）、ハノーファー・北ドイツ放送フィルハーモニック、ローマ・オペラ座、ヴェルディ音楽院大ホール（ミラノ）、モスクワ音楽院大ホール、モスクワ国際音楽会館等で演奏すると共に、国際ベートーヴェン・ホール音楽祭（メキシコ）、マイアミ・ピアノ音楽祭、キャッストン音楽祭（アメリカ）、ドゥシニキ国際ショパン・ピアノ音楽祭（ポーランド）など数々の主要音楽祭に出演し、熱狂的な支持を得る。各地の新聞等でも絶賛された。
特にシューマンの解釈においては、パウル・バドゥラ＝スコダ、ラドゥ・ルプー、イーヴォ・ポゴレリチ、エリソ・ヴィルサラーゼなどの巨匠からも高い評価を受ける。
ドゥシニキ国際ショパン・ピアノ音楽祭での演奏は、ポーランド・ナショナル・ラジオで、ドイツ国内で行われたリサイタルは各地ラジオ放送局（NDR （ハンブルク）、 MDR （ライプツィヒ）、ARD  (ミュンヘン））で放送され、モスクワ国際音楽会館にて行われたメトロ・コンサート・アート室内楽音楽祭での演奏は、ロシア国内テレビの文化チャンネルで放送された。
2017年に行われたアメリカコンサートツアーを皮切りに、2018年には日本（日経ホール）、ドイツ（エルプフィルハーモニー・ハンブルク、ムジークフロインデ・オルデンブルク）、ロシア（モスクワ国際音楽会館、ソチ・フィルハーモニー）でデビュー。
2019年には横浜みなとみらいホール他で二度目の日本ツアーを行い、その際WWFジャパン(世界自然保護基金)の活動を紹介すると共に募金を募る。
2021年にはヤマハホール、白寿ホールでのリサイタルを始め、すみだトリフォニーホールで秋山和慶氏指揮の下新日本フィルハーモニー交響楽団とショパンピアノ協奏曲第２番を共演。
また公益財団法人福田靖子賞基金主催マスタークラスなどでは後進の指導にもあたる。

## 批評
リモルディの批評にはこのようなものがある。
初めて彼の演奏を聴いた時、恐るべき才能を目の前にしていることを理解するまでに時間はかからなかった。
その技術は卓越していることを気付かせないほどに傑出しており、それはどのようなレパートリーにも聞くことができる。
しかし技術は彼の音楽の中の割合を占めるほんの一部であり、エマニュエル・リモルディの特異性を最もよく表しているのは音楽と彼の関係性だろう。
彼は音楽を深く理解しているだけでなく、その独創的な音楽的コンセプトを少しも作為的に感じさせることなく聴衆に提示してみせるのだ。
私は彼のバッハ、シューベルト、シューマン、ラフマニノフそしてプロコフィエフを聴いたが、とりわけ私は彼がその桁外れに多彩な演奏スタイルによって、それぞれの作曲家の持つ特別なキャラクターを完全に弾き分けてみせることに圧倒されていた。
広いレパートリー、彼個人のカリスマティックで上品な魅力、そして彼の音楽的アプローチの独創性は、彼が今後さらに国際的なキャリアを切り開いていく準備ができていることを証明している。
ブルーノ・モンサンジョン Bruno Monsaingeon
リモルディは、近年聴く機会のあったピアニストの中でも最も優れたピアニストの一人である。若い新鮮さと生命力に加え、年齢以上の成熟さを兼ね備えている。彼は国際的なキャリアを切り開いていく運命にあるだろう。
パウル・バドゥラ＝スコダ  Paul Badura-Skoda
ほとんどの若い演奏家は、聴衆を圧倒することでもって自身を印象付けようとしている。しかしリモルディはリスクを恐れず、より個性的な方法で聴衆を魅了する。彼は聴衆を誘惑するのだ。
Music Web International